# Перрівілл (Меріленд)
Перрівілл (англ. Perryville) — місто (англ. town) в США, в окрузі Сесіл штату Меріленд. Населення — 4391 особа (2020).

## Географія
Перрівілл розташований за координатами 39°34′20″ пн. ш. 76°4′5″ зх. д. / 39.57222° пн. ш. 76.06806° зх. д. (39.572154, -76.068053).  За даними Бюро перепису населення США в 2010 році місто мало площу 7,92 км², з яких 7,90 км² — суходіл та 0,02 км² — водойми.

## Демографія
Згідно з переписом 2010 року, у місті мешкала 4361 особа в 1762 домогосподарствах у складі 1130 родин. Густота населення становила 551 особа/км².  Було 1959 помешкань (247/км²).
Расовий склад населення:
| - 84,6 % — білих - 9,6 % — чорних або афроамериканців - 1,3 % — азіатів - 0,4 % — корінних американців - 0,1 % — вихідців з тихоокеанських островів - 1,0 % — осіб інших рас |

До двох чи більше рас належало 2,9 %. Частка іспаномовних становила 4,2 % від усіх жителів.
За віковим діапазоном населення розподілялося таким чином: 23,4 % — особи молодші 18 років, 64,0 % — особи у віці 18—64 років, 12,6 % — особи у віці 65 років та старші. Медіана віку мешканця становила 40,7 року. На 100 осіб жіночої статі у місті припадало 98,8 чоловіків;  на 100 жінок у віці від 18 років та старших — 93,6 чоловіків також старших 18 років.
Середній дохід на одне домашнє господарство  становив 71 392 долари США (медіана — 62 963), а середній дохід на одну сім'ю — 84 819 доларів (медіана — 81 506). За межею бідності перебувало 7,3 % осіб, у тому числі 12,2 % дітей у віці до 18 років та 2,9 % осіб у віці 65 років та старших.
Цивільне працевлаштоване населення становило 2136 осіб. Основні галузі зайнятості: освіта, охорона здоров'я та соціальна допомога — 31,7 %, публічна адміністрація — 17,0 %, науковці, спеціалісти, менеджери — 9,8 %, мистецтво, розваги та відпочинок — 8,7 %.